# 默納 (伊利諾伊州)
默納（英語：Merna）是位於美國伊利諾伊州麥克萊恩縣的一個非建制地區。該地的面積和人口皆未知。

## 地理
默納的座標為40°31′00″N 88°49′33″W / 40.51667°N 88.82583°W，而該地的平均海拔高度為247米（即810英尺）。